# اندری اوملچنکو
اندری اوملچنکو (انگلیسی: Andriy Omelchenko; ۲ ژوئیهٔ ۱۹۲۶ – ۹ مهٔ ۱۹۸۱) موسیقی‌دان، و آهنگساز اهل اتحاد جماهیر شوروی سوسیالیستی بود.